# Влада Ђорђа Ценића
Влада Ђорђа Ценића је била на власти од 21. јуна 1868. до 17. јула 1869. (по старом календару).

## Чланови владе
| Функција                                         | Слика           | Име и презиме       | Детаљи                        |
| ------------------------------------------------ | --------------- | ------------------- | ----------------------------- |
| Председник министарског савета и министар правде |                 | Ђорђе Д. Ценић      |                               |
| Министар иностраних дела                         |                 | Радивоје Милојковић | заступник, до 24.9/6.10.1868. |
| Министар иностраних дела                         |                 | Димитрије Матић     | заступник                     |
| Министар унутрашњих дела                         |                 | Радивоје Милојковић |                               |
| Министар финансија                               |                 | Панта Јовановић     |                               |
| Министар просвете и црквених дела                |                 | Панта Јовановић     | заступник, до 24.9/5.10 1868. |
| Министар просвете и црквених дела                | Димитрије Матић |                     |                               |
| Министар војени                                  |                 | Јован Бели-Марковић |                               |
| Министар грађевина                               |                 | Јован Бели-Марковић | заступник                     |